# Smerfy (serial animowany 2021)
Smerfy (fr. Les Schtroumpfs, ang. The Smurfs, od 2021) – francusko-belgijski serial animowany. Wyprodukowany przez wytwórnie Dupuis Édition & Audiovisuel, Peyo Productions, IMPS Brussels i Dargaud Media, a koprodukcja przez Nickelodeon Productions. Jest to reboot oryginalnego serialu pod tym samym tytułem z lat 1981–1989, jak i również drugi serial ze Smerfami. Wbrew pozorom jednak, serial nie stanowi kontynuacji starszej produkcji, ale komiksu. Serial został wykonany techniką trójwymiarową CGI, który stylem nawiązuje do filmu pełnometrażowego Smerfy: Poszukiwacze zaginionej wioski.
Premiera serialu odbyła się w Belgii 18 kwietnia 2021 na kanałach La Trois i Ketnet. W Polsce serial zadebiutował 4 października 2021 na antenie polskiego Nicktoons. Od 2022 jest również emitowany na Puls 2.

## Opis fabuły
Akcja serialu rozgrywa się w wiosce zamieszkiwanej przez niebieskie stworzenia zwane Smerfami i opisuje nowe perypetie Papy Smerfa, Smerfetki, Ważniaka oraz pozostałych smerfów. Ich zaciekłym wrogiem jest zły czarnoksiężnik Gargamel, który wraz ze swoim nierozgarniętym kotem Klakierem próbuje na wszystkie możliwe sposoby złapać smerfy.

## Spis odcinków

### Seria 1 (od 2021)
| Nr | Tytuł                      | Tytuł polski                | Premiera         | Premiera w Polsce    |
| -- | -------------------------- | --------------------------- | ---------------- | -------------------- |
| 1  | Who Nose?                  | Nos jak nos                 | 18 kwietnia 2021 | 5 października 2021  |
| 2  | Diaper Daddy               | Pielusznik                  | 18 kwietnia 2021 | 4 października 2021  |
| 3  | Smurf-Fu                   | Smerf-Fu                    | 25 kwietnia 2021 | 4 października 2021  |
| 4  | Who’s Heftier?             | Kto jest Większym Osiłkiem? | 25 kwietnia 2021 | 7 października 2021  |
| 5  | Where’s Papa Smurf?        | Gdzie jest Papa Smerf?      | 2 maja 2021      | 7 października 2021  |
| 6  | Mind the Cat               | Uwaga na kota               | 2 maja 2021      | 6 października 2021  |
| 7  | DRIIINNGGGGG!              | Dzyń, dzyń!                 | 9 maja 2021      | 11 października 2021 |
| 8  | The Scariest Smurf         | Przerażony Smerf            | 9 maja 2021      | 11 października 2021 |
| 9  | Clumsy Not Clumsy          | Ciamajda nie ciamajda       | 16 maja 2021     | 5 października 2021  |
| 10 | Unsmurfable Smile          | Smerfowy uśmiech            | 16 maja 2021     | 6 października 2021  |
| 11 | Jokes on You               | Tysiące żartów              | 23 maja 2021     | 8 października 2021  |
| 12 | Smurfs in Disguise         | Pół żartem, pół Smerfem     | 23 maja 2021     | 8 października 2021  |
| 13 | Alien Smurf                | Smerf nie z tej ziemi       | 7 lipca 2021     | 12 października 2021 |
| 14 | Smurf Your Seat Belts      | Zasmerfnijcie pasy          | 7 lipca 2021     | 13 października 2021 |
| 15 | My Smurf the Hero          | Smerf bohater               | 18 lipca 2021    | 12 października 2021 |
| 16 | Leaf It Alone              | Na smerfojagody             | 25 lipca 2021    | 13 października 2021 |
| 17 | The Makeover               | Nowy projekt                | 26 lipca 2021    | 14 października 2021 |
| 18 | Bringing Up Smurfy         | Dobry tata                  | 25 lipca 2021    | 14 października 2021 |
| 19 | Kitchen Klutz              | Kłopot w kuchni             | 5 września 2021  | 7 lutego 2022        |
| 20 | The Magestic 5             | Drużyna ratunkowa           | 29 sierpnia 2021 | 7 lutego 2022        |
| 21 | Chef Soup                  | Zupa Kucharza               | 5 września 2021  | 9 lutego 2022        |
| 22 | The Round Up               | Wyścigi                     | 5 września 2021  | 10 lutego 2022       |
| 23 | Adventures in Smurfsitting | Opiekunowie Smerfika        | 12 września 2021 | 8 lutego 2022        |
| 24 | The Pluffs! (Part 1)       | Szaraki, cz. 1              | 28 sierpnia 2021 | 15 października 2021 |
| 25 | The Pluffs! (Part II)      | Szaraki, cz. 2              | 29 sierpnia 2021 | 15 października 2021 |
| 26 | Waffle Wednesday           | Środa z goframi             | 12 września 2021 | 11 lutego 2022       |